# Rolf W. Puster
Rolf W. Puster (* 6. März 1957 in Mannheim) ist Professor für Philosophie an der Universität Hamburg.

## Leben
Rolf W. Puster studierte von 1976 bis 1982 Philosophie und Germanistik an der Universität Mannheim. 1989 erfolgte seine Promotion in Philosophie (Britische Gassendi-Rezeption am Beispiel John Lockes), 1997 die Habilitation in Philosophie („Man kann nicht sagen ...“. Historisch-systematische Studien zum sprachanalytischen Argumentieren und seinen metaphysischen Voraussetzungen).
Seit 2003 ist Puster Professor für Philosophie an der Universität Hamburg. Von 1983 bis 1985 war Puster Stipendiat der Stiftung Volkswagenwerk.
Puster ist Anhänger des Liberalismus bzw. des Libertarismus. Der FDP steht er jedoch kritisch gegenüber, da diese seiner Ansicht nach freisinniges Gedankengut nicht entschieden vertrete und sich unter anderem durch „lobbyistische Klientelpolitik“ unglaubwürdig gemacht habe.